# Лоурайдер

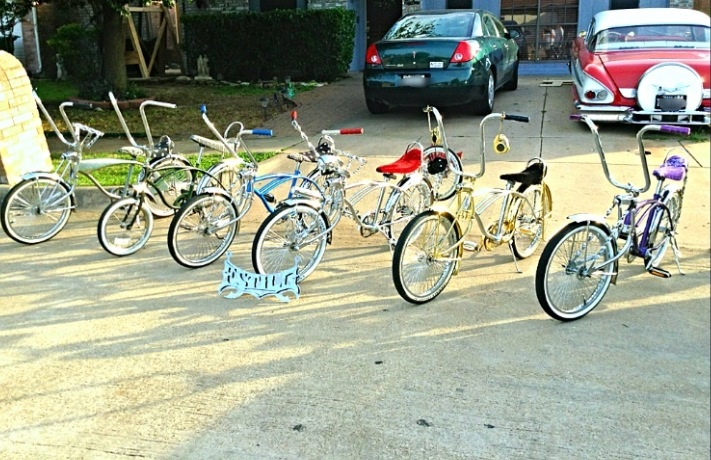
Лоурайдер велосипед.

Лоурайдер (англ. Lowrider) - оригінальний велосипед (не плутати з однойменною автомобільною культурою) для повсякденних прогулянок містом. Дослівний переклад слова з англійської мови low - низький, ride - поїздка, тобто їхати низько. Сам напрям прийшов зі світу автомобілів, коли в 60-х роках минулого століття на автомобілях почали зменшувати кліренс, так і в світі велосипедів стали занижувати його висоту, домагаючись цього в основному вигинанням передньої вилки.